# Eurymorphopus
Eurymorphopus is een geslacht van rechtvleugeligen uit de familie doornsprinkhanen (Tetrigidae). De wetenschappelijke naam van dit geslacht is voor het eerst geldig gepubliceerd in 1907 door Hancock.

## Soorten
Het geslacht Eurymorphopus omvat de volgende soorten:
- Eurymorphopus cunctatus Bolívar, 1887
- Eurymorphopus dubius Günther, 1974